# 総譜

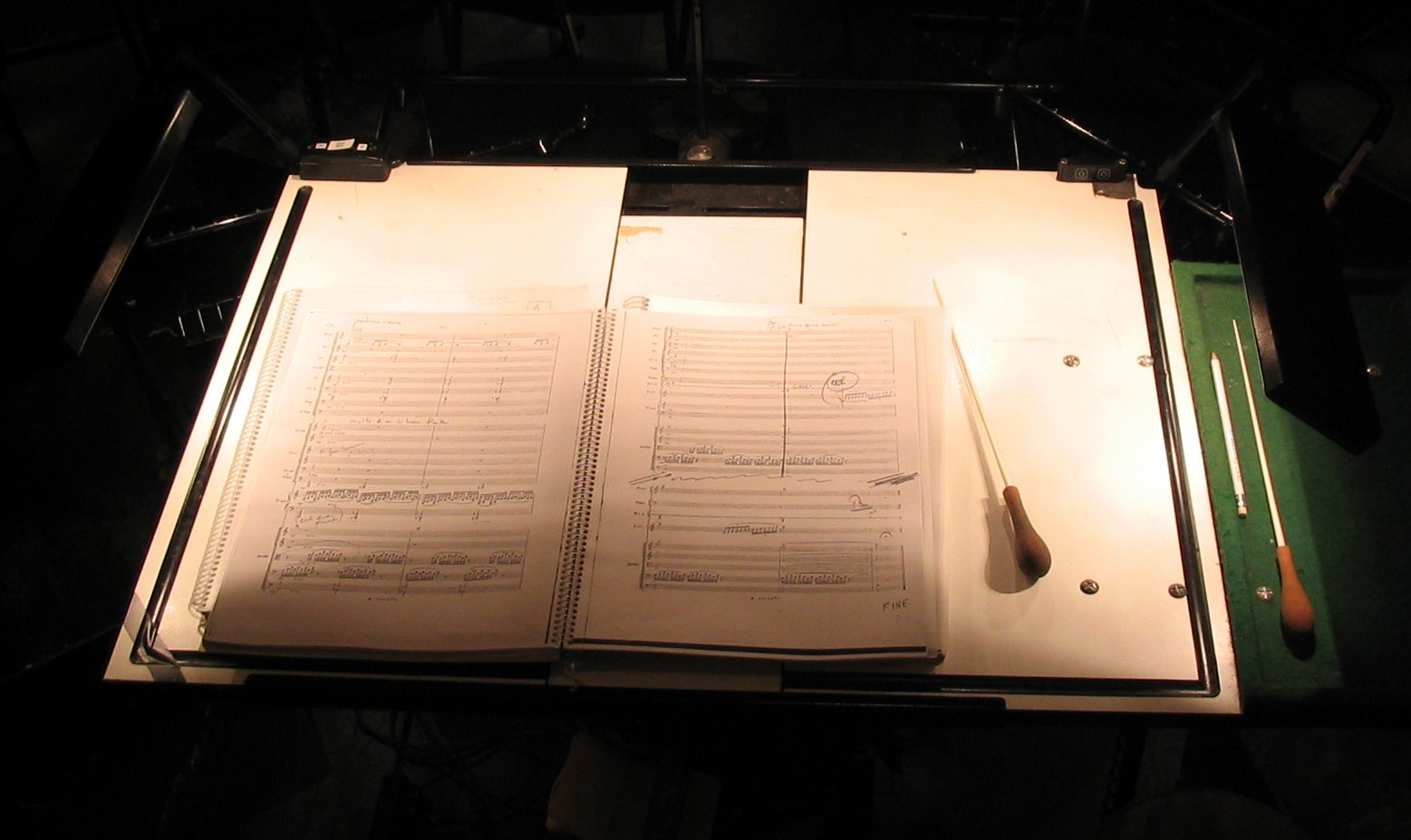
指揮台上の総譜

総譜（そうふ）は、合奏・重奏におけるすべてのパートがまとめて書かれている楽譜である。フルスコア、または単にスコアとも言う。

## 概要
イタリア語で総譜をPartitura、ドイツ語でPartiturと呼ぶが、これは、パート譜をまとめたものという意味である。指揮者などが、合奏全体を見渡すために使う。また、一般に作曲者や編曲者が合奏用の楽譜を起こすときにはまず総譜を起こし、それからパート譜を作る。
英語では総譜の事をfull scoreと呼ぶ。カタカナ語では前述のとおり「スコア」が総譜の意味で使われるが、score単体ではパート譜など含め一般に楽譜という意味である。
楽譜は時間を横軸に取るので、総譜では、各パートの楽譜が縦に並べられている。各パートが同時に演奏されることを示すために、五線の左端が縦線でつながれ、小節線は縦一列に整列されている。
各段の左端には、演奏または歌われるべきパート名が記される。楽器名が明記されるようになったのは16世紀末からである。中世では、どのような楽器も歌の代わりか補助に過ぎず、楽器のパートは手近にある楽器を用いて演奏していたからである。
左から演奏してページの右端まで行ったら、次のページ、またはページの下部に進むが、この左端から右端までの中で1音も発しないパートの五線は、省略されることがある。
総譜では原則として、テンポに関する記号は、合奏全体に同様なので、楽譜の上部等にまとめて書かれる。また実際の演奏には関係がないが、練習等の便宜のため、練習番号や小節番号が楽譜の上下に付される。強弱（ダイナミクス）や表情に関する記号は、パートごとに違うことがあるので、パートごとに五線の下または上に書かれる。
総譜はパート譜を集めたものであるから、それぞれのパートはそのパートの楽器の楽譜の特徴を引き継ぐ。移調楽器は移調されたまま書かれる。読むときにはそれらの楽器の音を実音に移調して読むことになる。20世紀になると、移調による記譜をせずに、実音で総譜を作成する作曲家もいる（プロコフィエフ、ウェーベルン、メシアンなど）。

## 各パートの並べ方
現在の総譜では、各パートの並べ方にはおおむね次のような習慣がある。もちろん、国や時代によって様々なバリエーションが存在する。
- 楽器がいくつかのセクションに分かれるときには、セクションによって分ける。
- おおむね、音の高い楽器を上に、音の低い楽器を下に置く。
- 同じ楽器（属）では、1番のパートから書く。
  - 派生楽器は3番奏者などが演奏することが多いので、下に書く。

### オーケストラの総譜
オーケストラの総譜では、次のように木管楽器、金管楽器、打楽器、挿入楽器・独奏・独唱、弦楽器の順に並べる。管楽器は、同じ楽器ならば2本ないしそれ以上を1段の楽譜に書く。また、声楽では独唱を上に、合唱を下にする。
- 木管楽器
  - フルート（ピッコロはフルートの派生楽器という理由で下に書く場合と、フルートよりも音が高いという理由でフルートの上に書く場合がある。アルトフルートなどは前者の理由で下に書く。）
  - オーボエ（イングリッシュホルンは派生楽器として下に書く）
  - クラリネット（バスクラリネット、サクソフォーンは派生楽器として下に書く。しかし小クラリネットは上に書かれることも、下に書かれることもある。）
  - ファゴット（コントラファゴットは派生楽器として下に書く）
- 金管楽器
  - ホルン（トランペットより音が低いが木管楽器との共同が多いので上に書く）
  - トランペット（D管、E♭管などの楽器を上に書き、バストランペットを下に書く傾向が強い。）
  - コルネット（トランペットが主であることが多いため下に書く）
  - トロンボーン（テナー2で1段、バス1で1段と分けるのが標準である。）
  - チューバ（バストロンボーンと同じ段に書かれることがある）
- 打楽器
  - ティンパニ
  - その他の打楽器
- 挿入楽器・独奏・独唱・合唱
  - 声楽、ハープ、ピアノ、チェレスタなど、協奏曲などにおける独奏楽器
- 弦楽器
  - 第1ヴァイオリン
  - 第2ヴァイオリン
  - ヴィオラ
  - チェロ
  - コントラバス（Bassi等として、チェロと同じ段に書かれることがある。この場合、チェロとオクターブで重なることになる）

なお、声楽や挿入楽器をチェロの上に置くことがある。
歴史的な楽譜では、ファゴットやチェロ、コントラバス等低音楽器を下にまとめたものがある。プロコフィエフやショスタコーヴィチはしばしばトランペットの下にホルンを入れていた。

### 吹奏楽の総譜
吹奏楽では、並べ方がオーケストラと若干異なる部分がある。バスクラリネットなど多くがト音記号で記され、アマチュアのためにトロンボーンやバスーンはテノール譜表を用いないことが多い。
- 木管楽器
  - ピッコロ（3番フルートの持ち替えなどでフルートの下に置かれる場合もある）
  - フルート
  - オーボエ
  - イングリッシュホルン
  - ファゴット（クラリネット族の下、あるいはサクソフォン族の下に置かれる場合もある）
  - コントラファゴット（ファゴットの下に書く）
  - クラリネット
    - E♭クラリネット
    - B♭クラリネット1
    - B♭クラリネット2
    - B♭クラリネット3
    - アルトクラリネット (E♭)
    - バスクラリネット (B♭)
    - コントラバスクラリネット（E♭ないしB♭）

  - サクソフォン
    - ソプラノサクソフォン (B♭)
    - アルトサクソフォン1 (E♭)
    - アルトサクソフォン2
    - テナーサクソフォン (B♭)
    - バリトンサクソフォン (E♭)
    - バスサクソフォン (B♭)
- 金管楽器
  - トランペットないしコルネット (B♭)トランペットとコルネットの両方が用いられる場合特に順序は定まっていない
  - フリューゲルホルン(B♭)アルトホルン、テナーホルンなどサクソルンをまとめる場合もある
  - ホルン(F)ないしアルトホルン (E♭)
  - トロンボーンB♭管であるが日本においてはヘ音記号実音表記である。また最低音域を担当するトロンボーンはバストロンボーンと表記する場合と3rd 4thなどの表記の場合がある。
  - ユーフォニアムないしバリトン, ドイツではテナー・ホルンB♭管であるが日本においてはヘ音記号実音表記である。
  - チューバ
- 弦楽器
  - ギター概ね、ポピュラー編成においてはエレクトリック・ギターがコードとともに表記される場合が多い。
  - コントラバス（ポピュラー音楽の場合エレクトリックベースが表記される場合もある。）
- 鍵盤楽器
  - ピアノ、ポピュラー編成においてはシンセサイザーキーボードが加わる場合もある。
  - ハープ
- 打楽器
  - ティンパニ
  - その他の打楽器（シンバル、トランアングル、大太鼓・小太鼓などに続いて、その下に鍵盤打楽器群（マリンバ・シロフォン・グロッケン・ヴィヴラフォン等）が書かれるケースが見受けられるが、これらは作編曲者の好みにより変わることが多く、順番はまちまちである。）

### その他の総譜
順序は、おおむね、上の規則が準用される。そのほか、
- 独奏的な性格の強いものは上に
- 和音を受け持つ楽器は下に

書かれる。

## スコアリーディング
総譜を読むことを一般にスコアリーディングという。作曲家、編曲家、指揮者には必須の技術である。一般的な「読む」や「リーディング」は単に読むという意味から理解したり研究するという意味があるのと同様に、スコアリーディングも楽譜を読み頭の中で音を構築することのみにとどまらず、それをピアノなどで弾いて鳴らすことまでを意味する。この場合、移調楽器を移調しながら弾くというばかりでなく、当然すべての音を弾くことはできないことが多いので、総譜の中から旋律的、和声的に重要なものを選び出し、それらの音を必要に応じて指が届く範囲にオクターブの関係で移動して演奏することになる。
学習法としては、ハ音記号を多く含む4段合唱譜等から始め、徐々にハイドンやモーツァルト・ベートーヴェンの合奏曲を経てロマン派の序曲や交響曲を学習し、最後はストラヴィンスキーやドビュッシー・バルトーク等の管弦楽曲に至る。